# Serekunda
Serekunda è la più grande città del Gambia, situata a sud-ovest della capitale Banjul.
Nel 2006 contava 335 733 abitanti.

## Sport
Nella città è presente un'arena dove si pratica Wrestling.